# ألبوري (نيو ساوث ويلز)
البوري (بالإنجليزية: Albury, New South Wales)‏ القاطنة في ولاية نيو ساوث ويلز الأسترالية، وتقع على طريق هوما السريع في الجهة الشمالية من نهر موراي, وهي أيضاً تخضع لحكومة محلية وتدار عبر مجلس مدينة البوري، وقد تم تأسيس المدينة سنة 1839، وترتفع قرابة الـ 165 متراً عن سطح البحر. ومن أشهر مواليد هذه المدينة. بطلة ونجمة كرة المضرب للسيدات اللاعبة الأسترالية مارغيريت سميث كورت.

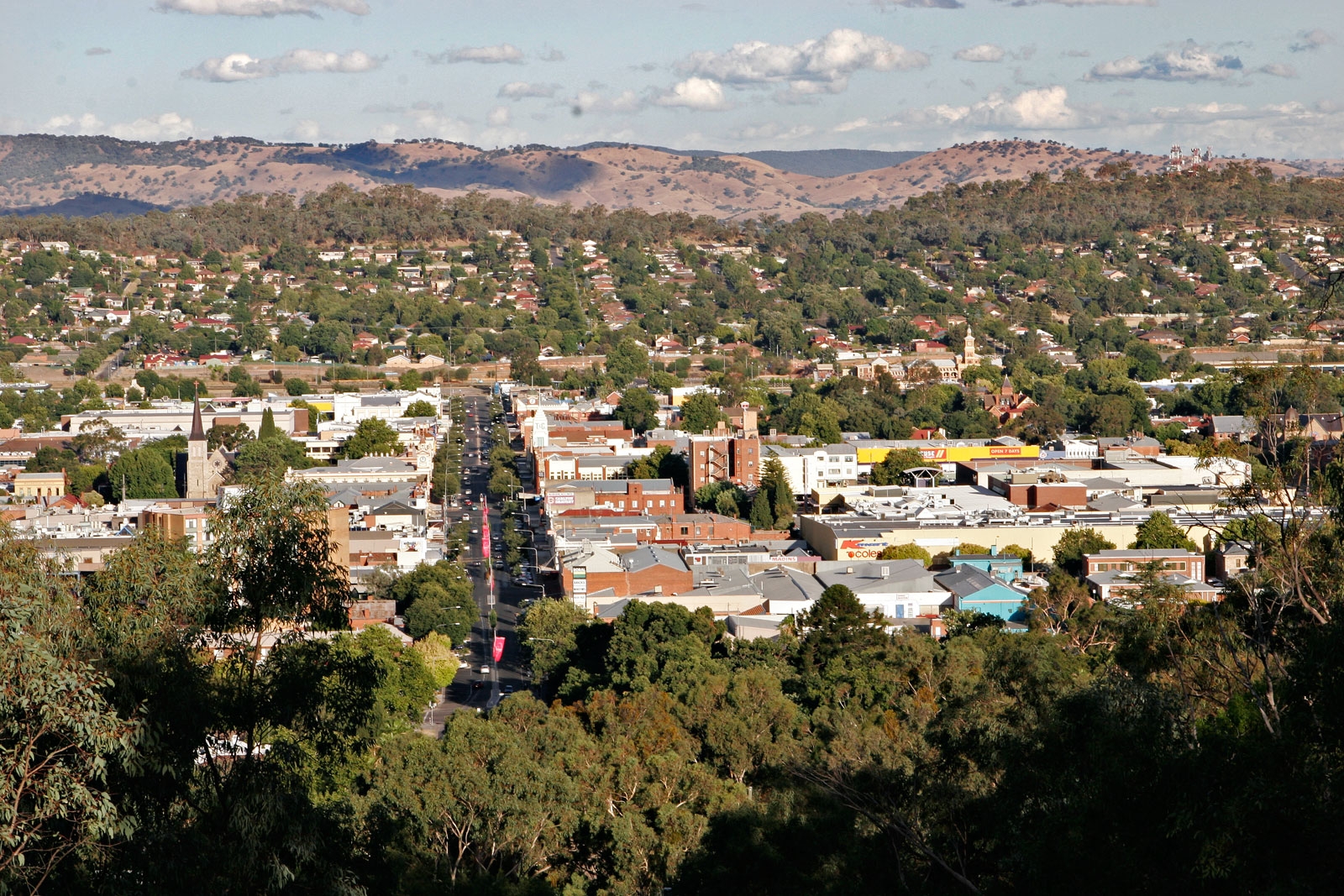
جانب من مدينة البوري

تقع على بعد كل من :
- 552 كيلاُ من سدني.
- 325 كيلاُ من ملبورن.
- 147 كيلاُ من واغا واغا.

## المناخ
و تعتبر درجات الحرارة جيدة لأجواء الإجازات والنزهات، فهي ليست باردة جداً أو حارة جداً. الجو غالبا مايكون معتدلاً في تلك المنطقة.
| البيانات المناخية لـمطار ألبوري   | البيانات المناخية لـمطار ألبوري | البيانات المناخية لـمطار ألبوري | البيانات المناخية لـمطار ألبوري | البيانات المناخية لـمطار ألبوري | البيانات المناخية لـمطار ألبوري | البيانات المناخية لـمطار ألبوري | البيانات المناخية لـمطار ألبوري | البيانات المناخية لـمطار ألبوري | البيانات المناخية لـمطار ألبوري | البيانات المناخية لـمطار ألبوري | البيانات المناخية لـمطار ألبوري | البيانات المناخية لـمطار ألبوري | البيانات المناخية لـمطار ألبوري |
| الشهر                             | يناير                           | فبراير                          | مارس                            | أبريل                           | مايو                            | يونيو                           | يوليو                           | أغسطس                           | سبتمبر                          | أكتوبر                          | نوفمبر                          | ديسمبر                          | المعدل السنوي                   |
| --------------------------------- | ------------------------------- | ------------------------------- | ------------------------------- | ------------------------------- | ------------------------------- | ------------------------------- | ------------------------------- | ------------------------------- | ------------------------------- | ------------------------------- | ------------------------------- | ------------------------------- | ------------------------------- |
| الدرجة القصوى °م (°ف)             | 44.6 (112.3)                    | 41.9 (107.4)                    | 39.0 (102.2)                    | 35.7 (96.3)                     | 27.6 (81.7)                     | 22.5 (72.5)                     | 19.5 (67.1)                     | 25.0 (77.0)                     | 28.9 (84.0)                     | 36.5 (97.7)                     | 39.5 (103.1)                    | 42.2 (108.0)                    | 44.6 (112.3)                    |
| متوسط درجة الحرارة الكبرى °م (°ف) | 31.2 (88.2)                     | 30.9 (87.6)                     | 27.6 (81.7)                     | 22.7 (72.9)                     | 17.8 (64.0)                     | 13.9 (57.0)                     | 13.0 (55.4)                     | 14.8 (58.6)                     | 17.7 (63.9)                     | 21.2 (70.2)                     | 25.4 (77.7)                     | 28.8 (83.8)                     | 22.1 (71.8)                     |
| المتوسط اليومي °م (°ف)            | 23.3 (73.9)                     | 23.1 (73.6)                     | 20.0 (68.0)                     | 15.6 (60.1)                     | 11.6 (52.9)                     | 8.6 (47.5)                      | 7.8 (46.0)                      | 9.2 (48.6)                      | 11.6 (52.9)                     | 14.5 (58.1)                     | 18.1 (64.6)                     | 21.0 (69.8)                     | 15.4 (59.7)                     |
| متوسط درجة الحرارة الصغرى °م (°ف) | 15.5 (59.9)                     | 15.4 (59.7)                     | 12.4 (54.3)                     | 8.5 (47.3)                      | 5.5 (41.9)                      | 3.4 (38.1)                      | 2.7 (36.9)                      | 3.6 (38.5)                      | 5.5 (41.9)                      | 7.9 (46.2)                      | 10.9 (51.6)                     | 13.3 (55.9)                     | 8.7 (47.7)                      |
| أدنى درجة حرارة °م (°ف)           | 5.8 (42.4)                      | 5.8 (42.4)                      | 3.0 (37.4)                      | 0.5 (32.9)                      | −3.0 (26.6)                     | −4.0 (24.8)                     | −4.0 (24.8)                     | −4.0 (24.8)                     | −1.4 (29.5)                     | 0.4 (32.7)                      | 2.2 (36.0)                      | 5.0 (41.0)                      | −4.0 (24.8)                     |
| الهطول مم (إنش)                   | 50.1 (1.97)                     | 46.5 (1.83)                     | 44.5 (1.75)                     | 46.5 (1.83)                     | 54.0 (2.13)                     | 70.6 (2.78)                     | 79.7 (3.14)                     | 78.5 (3.09)                     | 62.8 (2.47)                     | 57.5 (2.26)                     | 59.6 (2.35)                     | 49.5 (1.95)                     | 699.8 (27.55)                   |
| متوسط الأيام الممطرة              | 6.3                             | 5.7                             | 5.7                             | 6.5                             | 9.8                             | 13.5                            | 15.7                            | 14.9                            | 11.6                            | 9.4                             | 8.3                             | 7.2                             | 114.6                           |
| Average afternoon رطوبة نسبية (%) | 33                              | 36                              | 38                              | 45                              | 58                              | 68                              | 68                              | 60                              | 56                              | 47                              | 41                              | 36                              | 49                              |
| المصدر:                           |                                 |                                 |                                 |                                 |                                 |                                 |                                 |                                 |                                 |                                 |                                 |                                 |                                 |

## توأمة
لألبوري (نيو ساوث ويلز) اتفاقيات توأمة مع:
- ميرسيد

## أعلام
- جيمس ميريديث
- لانس مان
- مارغريت سميث كورت
- هارولد ماير
- جيمس كونينغهام
- فيك دونالد
- لورين جاكسون
- ريتشارد روكسبيرج
- آرثر لوكاس
- جاك كراوفورد